# Sam Milby
Samuel Lloyd Lacia Milby (sinh năm 1984), nghệ danh là Sam Milby, là một diễn viên, người mẫu, nghệ sĩ ghi âm người Mỹ gốc Philippines. Anh hiện đang làm việc cho hãng phim ABS-CBN và là người dẫn chương trình truyền hình Pinoy Big Brother.

## Tiểu sử
Milby sinh ngày 23 tháng 5 năm 1984, tại Troy, bang Ohio, Mỹ. Cha anh là người Mỹ còn mẹ anh là người Philippines.
Anh là người Mỹ gốc Phillipines. Anh sinh ra và lớn lên ở Mỹ. Đến năm 2005 thì trở về Phillipines để phát triển sự nghiệp. Ban đầu khi đến Phillipine anh làm việc cho một công ty thương mại trước khi tham dự game-show Pinoy Big Brother (một phiên bản show Big Brother). Hiện tại anh là diễn viên, ca sĩ, người dẫn chương trình cho hãng ABS-CBN.
Sam Milby đã từng hẹn hò với người mẫu Rosa Avila, con gái của Đại sứ Mỹ Cynthia Avila. Mối quan hệ này kéo dài trong 3 năm. Anh cũng từng là người mẫu cho nhãn hàng kem đánh răng Close-Up và là người mẫu cho Malox.
Là một ca sĩ,anh đã phát hành 4 album:Sam Milby,Love Duets,A Little Too Perfect,Be Mine.Anh được coi là một tài năng trẻ của Philippines.

## Danh sách phim

### Albums
- Sam Milby (2006, Star Records)
- Love Duets (2009, Star; collaboration with Toni Gonzaga)
- A Little Too Perfect (2009, Star)
- Be Mine (2011, Star)

### Other appearances
- 2006, "Langit Na Naman", on Hotsilog: The ASAP Hotdog Compilation
- 2007, "You and I," "Can't Cry Hard Enough," "In Love with You", on Maging Sino Ka Man Soundtrack

## Phim truyền hình
| Năm       | Tên                                        | Vai diễn                   | Network |
| --------- | ------------------------------------------ | -------------------------- | ------- |
| 2005      | Pinoy Big Brother                          | Himself/Contestant         | ABS-CBN |
| 2006-nay  | ASAP                                       | Himself/Host/Performer     | ABS-CBN |
| 2006      | Star Magic Presents: Tender Loving Care    | Calvin                     | ABS-CBN |
| 2006      | Maging Sino Ka Man                         | Jaime "JB" Roxas-Berenguer | ABS-CBN |
| 2006      | Your Song: I've Fallen in Love             | Stephen                    | ABS-CBN |
| 2007      | Your Song: Breaking Up is Hard to Do       |                            | ABS-CBN |
| 2007      | Your Song: Ikaw Lamang                     |                            | ABS-CBN |
| 2007      | Maging Sino Ka Man: Ang Pagbabalik         | Jaime "JB" Roxas-Berenguer | ABS-CBN |
| 2008-2009 | Dyosa                                      | Prinsipe Adonis            | ABS-CBN |
| 2009      | Only You                                   | Theodore "TJ" Javier Jr.   | ABS-CBN |
| 2009      | Your Song: Someone To Love                 | Morrie Smith               | ABS-CBN |
| 2009      | May Bukas Pa: Joy                          | Jeff                       | ABS-CBN |
| 2010      | Precious Hearts Romances Presents:Impostor | Anthony Florencio          | ABS-CBN |
| 2010      | 1DOL                                       | Vincent "Vince" Serrano    | ABS-CBN |
| 2011      | Your Song: Kim                             | Ronnie                     | ABS-CBN |
| 2011      | Mara Clara                                 | Himself                    | ABS-CBN |
| 2011      | 100 Days to Heaven                         | Roel Villanueva            | ABS-CBN |

### Điện ảnh
| Năm  | Phim                                  | Vai diễn                    | Notes      |
| ---- | ------------------------------------- | --------------------------- | ---------- |
| 2006 | Close to You                          | Lance Miller                |            |
| 2006 | You Are the One                       | Will Derby / Vernard Garcia |            |
| 2007 | You Got Me                            | Lt. Kevin Robles            |            |
| 2008 | My Big Love                           | Chef Macky Cordova          |            |
| 2008 | Cul De Sac                            | Hero                        | Indie film |
| 2009 | And I Love You So                     | Chris Panillio              |            |
| 2009 | Ang Tanging Pamilya: A Marry Go Round | Prince Price                |            |
| 2010 | Babe, I Love You                      | Nicolas "Nico" Veneracion   |            |
| 2010 | Third World Happy                     | West / Wesley               | Indie film |
| 2011 | Forever and a Day                     | Eugene Silvero              |            |